# Com destruir l'escriptura de les dones
Com destruir l'escriptura de les dones (How to Suppress Women's Writing) és un llibre de Joanna Russ, publicat el 1983. La versió catalana, traducció de Míriam Cano, ha estat publicada el 2022.
Aquesta obra, un clàssic del feminisme, analitza com el cànon literari ha volgut ignorar la participació de les dones en la història de la literatura universal, i així l'ha distorsionada. L'assaig, escrit imitant l'estil d'una guia, amb un to sarcàstic i irreverent, explica com s'impedeix a les dones produir obres escrites, o bé com no se'ls dona crèdit quan ho fan, o com les seves aportacions són menyspreades, minimitzades o desligitimades. Malgrat que el llibre es basa principalment en textos escrits en l'idioma anglès, l'autora també inclou exemples d'obres no angleses o exemples d'altres àmbits artístics, com la pintura, i els exemples que aporta són fàcilment extrapolables a altres literatures. Citant autores i crítiques com Suzy McKee Charnas, Margaret Cavendish i Vonda McIntyre, Russ pretén descriure les forces socials sistemàtiques, estructurals, que impedeixen el reconeixement generalitzat de l'obra creativa de les dones, i ajuda a identificar els mecanismes de deslegitimació i invisibilització que actuen sobre l'obra de les dones.
Tot i que Russ va ser una feminista activa i una de les participants destacades de l'escena de la ciència-ficció feminista a finals de la dècada de 1960 i en els anys 70, Com destruir l'escriptura de les dones marca una transició cap a la seva dedicació a la crítica literària. En la mateixa època escriu un assaig titulat Recent Feminist Utopias (Utopies feministes recents), que va ser publicat el 1995 com a part del seu llibre To Write Like a Woman: Essays in Feminism and Science Fiction.

## Mètodes de supressió descrits per Russ
La crítica literària rarament estudia com es construeix el cànon literari i no s'atura a reflexionar en quin context social uns autors o autores passen a la posteritat o entren a ser considerats models, mentre que uns altres o unes altres, no. El llibre descriu onze mètodes habituals que se solen fer servir per ignorar, condemnar o minimitzar el treball de les autores dones:
1. Prohibicions, més o menys informals, de vegades dissuadint i de vegades impedint que les dones accedeixin a les eines bàsiques per escriure.
2. Mala fe. Creant, de manera conscient o inconscient, sistemes socials que ignorin o devaluïn l'escriptura de les dones.
3. Negació de l'autoria. Negant que una obra, l'hagi escrit una dona; de vegades es produeix un «aparentment involuntari» error d'atribució.
4. Contaminació de l'autoria. Argumentant que el seu art no és prou autèntic, no és realment art, o l'obra no s'hagués hagut d'escriure.
5. Doble estàndard de contingut. Afirmant que un conjunt d'experiències (per exemple, les masculines) pot ser considerat més valuós que un altre: Ho va fer, però mira què va escriure.
6. Falsa categorització. Categoritzant les artistes dones com a esposes, mares, filles, germanes o amants dels artistes masculins, o bé classificant erròniament les autores.
7. Aïllament. Creant el mite que el seu és un assoliment aïllat, afirmant que només una obra o una petita part de l'obra de l'autora es pot considerar important.
8. Anomalització. Afirmant que l'autora en qüestió és excèntrica o anòmala i, doncs, no crea cap escola.
9. Manca de models. Reforçant el domini dels autors masculins en els cànons literaris amb la finalitat d'obstruir que les escriptores puguin ser models a seguir.
10. Reaccions. Obligant les dones a negar o ocultar la seva identitat femenina per poder ser considerades seriosament.
11. Estètica. Popularitzant treballs estètics que contenen papers i caracteritzacions denigrants de les dones.[7]

Amb testimonis d'autores com Anne Finch, Charlotte Brontë, Kate Wilhem, Adrienne Rich o Sylvia Plath, per exemple, el llibre es dedica a exposar «el dispositiu sociocultural mitjançant el qual les dones han estat i continuen sent expulsades del món de la literatura». Tot i que ja poden accedir a l'educació, i no tenen prohibit explícitament dedicar-se a activitats intel·lectuals i artístiques –com sí que ha passat fins fa poc temps–, les complicitats de diferents elements socials –la família, l'acadèmia i el cànon acadèmic, el periodisme i la crítica cultural– contribueixen, amb tàctiques diverses, a mantenir-les aïllades i allunyades de la veritable capacitat d'influència. Sorprenentment, les tesis del llibre continuen vigents dècades després de la seva publicació.

## Recepció
En general, el moviment feminista i el sector acadèmic van rebre el llibre positivament. Els arguments del llibre són il·lustrats amb exemples clars, la qual cosa facilita la comprensió per part del públic no especialitzat en literatura. És un treball valorat pel seu humor enginyós, així com per la seva forma inusual i fresca de representar el sexisme en el terreny de l'art i l'escriptura.